# Nguyễn Hữu An
Nguyễn Hữu An (1 de octubre de 1926 – 9 de abril de 1995) fue un general en el Ejército Popular de Vietnam.

## Descripción
Nguyễn Hữu An nació en Truong Yen Commune del Distrito de Hoa Lư, Ninh Bình, Vietnam. Se unió al Ejército Popular de Vietnam en septiembre de 1945. 

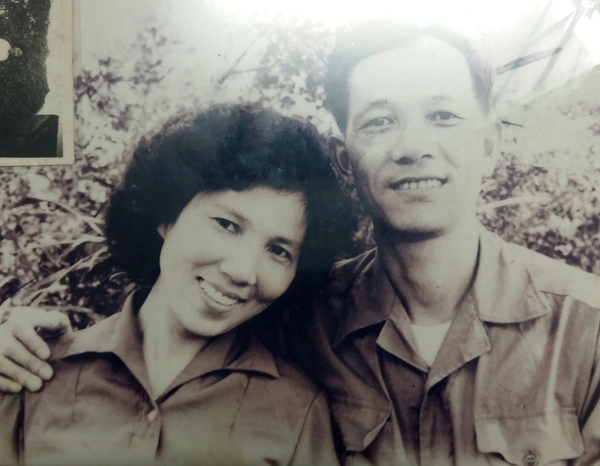
Nguyễn Hữu An y su esposa, Vietnam del Norte.

### Primera guerra de Indochina
En la primera guerra de Indochina, An participó en varias batallas decisivas. Participó en las batallas de Bong Lau Pass y Lung Phay en 1949. Al año siguiente participó en la Campaña Fronteriza, fue comandante del 251° Batallón, un batallón del 174° Regimiento (CAA Bac Lang) en la Batalla de Đông Khê. Ocupó sucesivamente los títulos de comandante de batallón, subcomandante de regimiento participando en acciones en Bình Liêu, Vĩnh Phúc y Mộc Châu. En la Batalla de Dien Bien Phu, comandó el 174.º Regimiento de la 316.ª División, y tres veces atacó la Colina A1 (Éliane 2). El 7 de mayo de 1954, su regimiento finalmente superó las defensas francesas en A1 y esto marcó una de las acciones finales de la batalla.

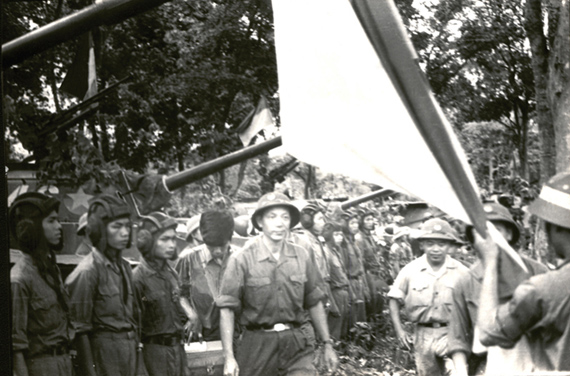
El comandante del 2.º Cuerpo, el general de división Nguyen Huu An y el comisionado de la Policía Militar de Le Linh inspeccionan la 203.ª Brigada de Tanques antes de la Ofensiva de 1975.

### Guerra de Vietnam
En la guerra de Vietnam, comandó las fuerzas norvietnamitas en la Batalla de Ia Drang. En 1974 fue ascendido a mayor general. 
En la Ofensiva de primavera de 1975, el mayor general Nguyen Huu An era comandante del 2.º cuerpo (Hương Giang). El 2.º Cuerpo, bajo su mando, capturó Quảng Trị y Huế; y en combinación con las fuerzas armadas de la Región Militar No.5 derrotó a casi 100.000 tropas regulares del ARVN en solo 3 días en Da Nang. Luego ordenó a todo el cuerpo que marchara a lo largo de casi 1000 km para participar en la Campaña de Ho Chi Minh después de haber destruido la línea defensiva del ARVN en Phan Rang. 
En la última pelea decisiva para capturar Saigón, el 2.º Cuerpo fue una de las cinco alas que rodearon Saigón, y plantó la bandera del Frente de Liberación Nacional en la parte superior del Palacio de la Independencia a las 11:30 horas del 30 de abril de 1975.

## Carrera en posguerra
Después del final de la guerra de Vietnam, An continuó sirviendo en el ejército vietnamita. Alcanzó el rango de teniente general en 1980. Seis años más tarde, fue ascendido a teniente general superior (coronel general). Ocupó puestos clave en las fuerzas armadas, como inspector general adjunto del Ejército Popular de Vietnam, jefe adjunto al mismo tiempo jefe de Estado Mayor y Comandante Interino de  Military Region No.2 (1984–1987), Director de la Academia del Ejército (1988–1991), and Director of Academy of National Defense (1991–1995). Falleció en 1995.
Fue llamado el "General de las Batallas" por el famoso General Võ Nguyên Giáp.

## Condecoraciones
El Partido Comunista de Vietnam y el Estado de Vietnam lo premiaron con:
- Orden de la Independencia de Primera Clase
- Dos Explotaciones Militares Órdenes de Primera Clase
- Orden de hazañas militares de tercera clase
- Liberación Explotación Militar Orden de Tercera Clase
- Dos Exploits Órdenes de Primera y Segunda Clase
- Orden de la Victoria de Segunda Clase

## Cultura popular
- Nguyễn es interpretado por el actor Đơn Dương en la película We Were Soldiers de 2002.

## Book references
Vietnamese
- Đường tới Điện Biên Phủ (Đại tướng Võ Nguyên Giáp) – Nhà xuất bản Quân đội nhân dân
- Chiến trường mới (Thượng tướng Nguyễn Hữu An) – Nhà xuất bản Quân đội nhân dân
- Lịch sử kháng chiến chống Mỹ cứu nước 1954–1975 (Viện lịch sử quân sự Việt Nam) – Nhà xuất bản Chính trị quốc gia
- Điện Biên Phủ qua những trang hồi ức (Nhiều tác giả) – Nhà xuất bản Quân đội nhân dân
- Ký ức Tây Nguyên (Thượng tướng Đặng Vũ Hiệp) – Nhà xuất bản Quân đội nhân dân
- Tổng hành dinh trong mùa xuân toàn thắng (Đại tướng Võ Nguyên Giáp) – Nhà xuất bản Chính trị quốc gia
- Nguyễn Hữu An – Vị tướng trận mạc (Hội Khoa học Lịch sử Việt nam) – Trung tâm UNESCO bảo tồn và phát triển văn hóa dân tộc Việt nam

- Datos: Q3365133
- Multimedia: Nguyễn Hữu An / Q3365133